# Akira Suzuki
Akira Suzuki (japanska: 鈴木章?, Suzuki Akira), född 12 september 1930 i Mukawa i Hokkaidō i Japan,  är en japansk kemist. Han belönades med Nobelpriset i kemi 2010, tillsammans med Richard F. Heck och Ei-ichi Negishi, för ”palladiumkatalyserade korskopplingar i organisk syntes”.
Suzuki var under större delen av sin karriär kopplad till Hokkaido universitet.